# Hyporhagus erotyloides
Hyporhagus erotyloides is een keversoort uit de familie somberkevers (Zopheridae). De wetenschappelijke naam van de soort werd in 1984 gepubliceerd door Heinz Freude.